# Дорсет (Вермонт)
Дорсет (англ. Dorset) — місто (англ. town) в США, в окрузі Беннінґтон штату Вермонт. Населення — 2133 особи (2020).

## Демографія
Згідно з переписом 2010 року, у місті мешкала 2031 особа в 898 домогосподарствах у складі 587 родин. Було 1450 помешкань
Расовий склад населення:
| - 98,2 % — білих - 0,4 % — чорних або афроамериканців - 0,2 % — азіатів - 0,1 % — корінних американців |

До двох чи більше рас належало 0,9 %. Частка іспаномовних становила 1,0 % від усіх жителів.
За віковим діапазоном населення розподілялося таким чином: 19,4 % — особи молодші 18 років, 57,5 % — особи у віці 18—64 років, 23,1 % — особи у віці 65 років та старші. Медіана віку мешканця становила 50,9 року. На 100 осіб жіночої статі у місті припадало 96,2 чоловіків;  на 100 жінок у віці від 18 років та старших — 92,4 чоловіків також старших 18 років.
Середній дохід на одне домашнє господарство  становив 87 660 доларів США (медіана — 73 021), а середній дохід на одну сім'ю — 100 581 долар (медіана — 80 690). Медіана доходів становила 54 327 доларів для чоловіків та 52 250 доларів для жінок. За межею бідності перебувало 6,2 % осіб, у тому числі 7,1 % дітей у віці до 18 років та 2,7 % осіб у віці 65 років та старших.
Цивільне працевлаштоване населення становило 1111 осіб. Основні галузі зайнятості: освіта, охорона здоров'я та соціальна допомога — 21,2 %, роздрібна торгівля — 14,1 %, мистецтво, розваги та відпочинок — 13,4 %.